# Асквит, Рос
Рос Асквит (англ. Ros Asquith) — британский карикатурист, детская писательница, иллюстратор и журналист. После ранней карьеры графического дизайнера и фотографа она работала в журналистике на различных должностях, в основном связанных с театром, включая критика, обозревателя, редактора и автора дневника, для журналов «Time Out», «City Limits», «The Observer» и «TV Times», прежде чем стать карикатурист для «The Guardian», где проработала более 20 лет. Известная как автор серии бестселлеров «Подростковая тревога», Асквит написала более 60 книг для молодежи.

## Биография
Родилась в Хоуве, Сассекс, Англия. Выросла в Лондоне. После изучения графики и иллюстрации в Школе искусств Камбервелла, где она получила степень бакалавра искусств с отличием, в 1972 году она стала работать графическим дизайнером в «Inter-Action» и была официальным фотографом компании в театре «Almost Free Theatre».
Её фотографии начали печатать в газете «The Observer», где также начала писать и в конечном итоге стала заместителем театрального критика. Затем писала театральные рецензии для журнала «Time Out», после этого стала театральным редактором для журнала «Time Out.City Limits» (1981–90). Позже Асквит стала карикатуристом в газете «The Guardian».
Продолжая работать карикатуристом, Асквит является автором более 60 книг для молодежи, особенно подростков, её самые популярные серии, включая «Подростковую тревогу», «Фибби Либби», «Девушка-писательница», «Трикси» и «Письма инопланетянина-школьника» (последняя вошла в шорт-лист на премию Роальда Даля «Забавная книга»).
Также опубликовала для детей многочисленные книжки с картинками, став известным иллюстратором. Критики отмечали её работы: «признает и отмечает разнообразие во всех его формах».
В интервью 2021 года, посвященном ее книге «Моя мама-разнорабочий», Асквит сказала: «Я пытаюсь разрушить стереотипы, поэтому, если меня попросят нарисовать судью, я всегда нарисую женщину".

## Избранная библиография

### Иллюстирование
- Baby!, Macdonald Optima, 1988.
- Toddler!, Pandora Press, 1989.
- I Was a Teenage Worrier, Piccadilly Press, 1989.
- Babies!, Pandora Press, 1990.
- Green!, Pandora Press, 1991.
- I Was a Teenage Worrier: Dilemma Handbook, Piccadilly Press, 1992.
- The Teenage Worrier's Guide to Lurve, Piccadilly Press, 1996.
- The Teenage Worrier's Christmas Survival Guide, Piccadilly Press, 1996.
- The Teenage Worrier's Guide to Life, Corgi, 1997.
- The Teenage Worrier's Pocket Guide to Romance, Corgi, 1998.
- The Teenage Worrier's Pocket Guide to Families, Corgi, 1998.
- The Teenage Worrier's Pocket Guide to Mind & Body, Corgi, 1998.
- The Teenage Worrier's Pocket Guide to Success, Corgi, 1998.
- The Teenage Worrier's Worry Files, Corgi, 1999.
- The Teenage Worrier's Panick Diary, Corgi, 2000.
- Letters from an Alien Schoolboy, Piccadilly Press, 2010.

### Книги для подростков и детей
- Nora Normal and the Great Shark Rescue, Hodder Children's Books, 1996.
- Nora Normal and the Great Ghost Adventure, Hodder Children's Books, 1997.
- Bad Hair Days, Orchard Books, 1997.
- Keep Fat Class, Orchard Books, 1997.
- Unbridled Passion, Orchard Books, 1998.
- Make It Me, Orchard Books, 1998.
- Trixie Tempest and the Amazing Talking Dog, Collins, 2003.
- Trixie Tempest and the Ghost of St. Aubergine's, Collins, 2003.
- Drama Queen, Orchard Books, 2003.
- The Love Bug, Orchard Books, 2003.
- All for One, Orchard Books, 2003.
- Frock Shock, Orchard Books, 2003.
- Three's a Crowd, Orchard Books, 2003.
- Mrs. Pig's Night Out, illustrated by Selina Young, Hodder & Stoughton, 2003.
- Trixie Tempest's ABZ of Life, Collins, 2004.